# اتفاقية الخرطوم 1974
اتفاقية الخرطوم 1974 هي اتفاقية تقاسم الثروات الطبيعية البحرية، وقعت بين المملكة العربية السعودية وجمهورية السودان في العاصمة الخرطوم عام 1974.

## الاتفاقية
أتُفقَ على تقاسم الثروات الطبيعية المعدنية في المنطقة العميقة الواقعة في البحر الأحمر، والتي يزيد عمقها عن 1.000 متر تحت سطح الماء، أما المنطقة التي تقل عن 1000 متر تكون خالصة لكل دولة في الاتجاهين. وكانت عملية البحث عن ثروات البحر الأحمر قد بدأت عام 1974 في عهد الرئيس السوداني الأسبق جعفر النميري وفيصل بن عبد العزيز آل سعود قد أكدت وجود كميات كبيرة من الذهب والمعادن النفيسة.
عقدت خلال سبعينيات القرن الماضي اجتماعات مشتركة وأنشأ السودان إدارة خاصة بوزارة الثروة المعدنية، ثم أوكلت المهمة لإدارة خاصة يشغلها وزير العدل في عهد النميري زكي مصطفى، ثم توقف العمل في المشروع لأسباب غامضة. في 25 مارس 2008 وقعت السودان والسعودية في الخرطوم اتفاقية لإحياء اتفاقية الخرطوم 1974 بهدف إحياء التنقيب عن المعادن في المياه المشتركة بالبحر الأحمر. ونصت الاتفاقية التي وقعها وزير الطاقة والتعدين السوداني الزبير أحمد الحسن ووزير البترول والمعادن السعودي علي بن إبراهيم النعيمي على تشكيل لجان لتنفيذ الاتفاق.